# Dub-Techno
Dub-Techno ist eine spezielle Spielart des Techno, die Anfang der 2000er Jahre populär wurde. 
Die Stilrichtung basiert meist auf dem für Techno typischen 4/4-Takt, mit einer Betonung jedes Viertels durch eine elektronische Bassdrum in Kombination mit weiteren Instrumenten und Riffs, die oftmals mit sich wiederholenden Effekten wie Reverb, Echo und Phaser angereichert werden, um einen warmen, atmosphärischen Klang zu erreichen, wie er besonders im Dub Verwendung findet. Einige Produktionen weisen aber auch einen eher technischen, oftmals als kalt beschriebenen Sound auf. Die Stilrichtung bedient sich sehr stark technischer Produktionsmittel und lediglich Einflüssen des Dub und kann somit nicht direkt als Dub-Untergenre bezeichnet werden, da sie üblicherweise keine Gemeinsamkeiten oder Parallelen mit dem Reggae aufweist. Ein häufig verwendetes Element ist zudem ein wiederholter, kurzer und progressiver Flächensound mit Nachhall und Echo (Delay-Effekt).
Während einige Stilrichtungen der elektronischen Musik über ihre Härte und Geschwindigkeit definiert werden, kann sich Dub-Techno in einem Rahmen von Ambient-beeinflusster Musik über Minimal Techno, bis hin zu schnellerer elektronischer Tanzmusik, teilweise auch mit House-Einflüssen, bewegen und zeichnet sich oftmals durch einen Sound aus, der von Zuhörern als sanft und vergleichsweise entspannend wahrgenommen wird. Produktionen mit besonders reduziertem oder nicht vorhandenem Beat und dem Fokus auf Atmosphäre werden mitunter auch als Ambient-Dub bezeichnet.
Besonders produktiv auf diesem Gebiet war lange das Netlabel Thinner, das in der Netlabel-Szene Kultstatus erreichte. Das Label ~scape war vor allem für ambientlastigere Dub-Techno-Produktionen bekannt. Als wichtige Vertreter gelten unter anderem Dub Taylor, Pole und Dirk Diggler.
Im Gegensatz zu gängigerem Dub-Techno, bei dem die charakteristische Techno-Musik im Vordergrund steht, treten etwa die Produzenten Moritz von Oswald und Mark Ernestus (bekannt als Basic Channel) wie auch Rod Modell, Stephen Hitchell  und Mike Schommer mit einem Musikstil hervor, der die unterschiedlichen Musikrichtungen Dub und Techno miteinander vereint bzw. weiterentwickelt.

## Dub-Techno im Film
- Kvadrat — eine Dokumentation über einen DJ im Dub-Techno-Bereich (Havantepe, Claro Intelecto, Luke Hess, Monolake, Rhauder)